# 관례
관례(冠禮), 또는 원복(元服)은 동아시아의 유교 문화권 국가(중국, 한국, 베트남 및 일본)에서 이루어지던 관혼상제의 하나로서, 원시 사회에서 미성년자를 한 사람의 성인(成人)으로서 인정하던 성인식에서 유래하였으며, 주로 20세가 되는 남자(여자의 경우는 15세)에게 거행되었다. 미혼(未婚)이더라도 관례를 치르고 나면 성인으로서 대우받았다.

## 개요
고대 중국의 유교 의례를 정리한 경전인 《의례(儀禮)》17편의 제1편이 관례의 절차를 다룬 「사관례(士冠禮)」인 것에서 관례의 중요성을 알 수 있다. 「사관례」에 따르면 「원복」의 「원(元)」은 「머리」, 「복」은 「착용하다」의 뜻으로, 머리에 관을 쓰는 것을 의미했다.
고대 중국 주(周) 왕조에서 사대부(士大夫)는 나이 20세에 관례를 거행하였고, 왕공(王公)의 경우는 15세에 관례를 행하였다. 《예기(禮記)》관의(冠義)편에는 「已冠而志之，成人之道也」라고 언급하고 있다.

## 의식

### 중국
관례는 통상 집안의 사당 안에서 이루어졌으며, 관례를 주재하는 자는 관례를 행하는 대상자의 아버지가 맡았는데, 앞서 중요한 절차가 있었다.
- 복서(卜筮)
- 만계(挽髻)
- 가관(加冠)

관례를 행하는 것은 관례를 행하는 자의 신분에 따라 절차가 달랐는데, 사대부의 삼가(三加)는 곧 관례를 올리는 세 번의 절차였으며，삼공(三公) 제후는 사가(四加)로서 네 번에 걸쳐 관례가 이루어졌다. 절차마다 갖추는 의복에 차이가 있었는데, 사대부의 경우는 다음과 같다.
| 절차       | 의미                | 명칭       | 관모                     | 상의           | 하의(下裳)                           | 허리띠                    | 폐슬(蔽膝)            | 신발       | 색깔   |
| ---------- | ------------------- | ---------- | ------------------------ | -------------- | ------------------------------------ | ------------------------- | --------------------- | ---------- | ------ |
| 시관(始冠) | 사(士)의 조복(朝服) | 관변(冠弁) | 현관(玄冠, 치포관缁布冠) | 현단(玄端)     | 현상(玄裳)/황상(黄裳)/칠색상(杂色裳) | 치색(缁色) 마포대(麻布带) | 작두색(雀頭色)        | 흑리(黑屦) | 푸른색 |
| 재가(再加) | 시삭(視朔)의 옷     | 피변(皮弁) | 피변관(皮弁冠)           | 치마의(缁麻衣) | 백소상(白素裳)                       | 치색 마포(麻布)           | 소대(素带)            | 백리(白屦) | 치색   |
| 삼가(三加) | 제복(祭服)          | 작변(爵弁) | 작변관(爵弁冠)           | 현의(玄衣)     | 훈상(纁裳)                           | 치색 숙견(熟绢)           | 작두색 숙우피(熟牛皮) | 훈리(纁屦) | 검은색 |

《주희가례(朱熹家禮)》에는 소년 남자 15세에서 20세 사이에 관례를 치르는 것이 옳다고 규정하였는데, 사대부의 삼가(三加)는 다음과 같은 절차로 진행되었다.
1. . 정관(定冠) 시기: 관례를 올릴 날짜를 결정하는 시기이다.
2. . 계빈(戒賓): 관례를 올리기 사흘 전에 주인(主人) 즉 관례를 주관하는 자가 선조의 사당에 제를 올린다.
3. . 숙빈(宿賓): 관례를 올리기 하루 전에, 주인 이하가 빈(賓)에게 편지를 보내 초청한다. 관례를 위한 물품들을 다 갖추어 놓고 주인 이하가 나란히 선다.
4. . 빈이 도착하면 맞이하여 당(堂)으로 올린다.
5. . 빈은 관례를 올리는 당사자에게 읍(揖)을 한다.
6. . 초관(初冠)
7. . 초관한 자가 돌아서 심의(深衣)를 입고 신을 신고 나온다.
8. . 재관(再冠): 모(帽)를 쓰고, 혁대를 두르고, 규대(鞋帶)를 찬다.
9. . 삼관(三冠)
10. . 초(醮): 홀(笏)을 들고 난삼(襴衫)과 납규(納鞋)를 갖추고 사당에 제를 올린다.
11. . 취자(取字): 빈이 관례를 올린 사람에게 자(字)를 일러준다.
12. . 빈은 나가서 막차로 간다(관례를 치른 자도 다시 나온다).
13. . 관례를 받은 자는 주인, 그리고 관을 씌워준 자를 향해 예를 올린다.
14. . 관례를 받은 자가 나와서, 스승과 아버지 및 친구를 대한다(그리고 사당 바깥에 이르러 예를 관람한 자들에게 허리 숙여 절한다).
15. . 예를 마친다.
16. . 빈에게 잔치를 베푼다.

중국으로부터 유교를 받아들인 한국과 일본, 베트남의 고대 관례 의식도 이와 비슷하였으며, 이후 현지화되어 각국의 실정에 맞게 정리되고 변화해 나갔다.

### 한국
조선 후기의 학자 류장원(柳長源)이 《주자가례(朱子家禮)》의 체제에 준하여 상례(常禮)·변례(變禮)에 관한 여러 설들을 참조하여 편찬한 《상변통고(常變通攷)》에 따르면 관례 절차는 다음과 같았다.

#### 관례
사대부의 관례는 나이 20세에 이루어졌는데, 반드시 그 부모가 기년(朞年) 이상의 복상(服喪)이 없는 경우라야 했으며, 대공(大功)의 복일지라도 장례를 치르기 전에는 관례를 거행하지 못했다. 일자는 고대에는 길일을 택했던 것과는 달리 정월의 어느 하루를 정하여 관례를 행하도록 했으며, 관례는 보통 조묘(祖廟), 즉 집안의 사당에서 거행하였는데, 관례를 행하는 자도 《논어》·《효경》에 밝고 예의를 대강 안 연후 행하곤 하였다.
관례를 행하는 자의 조(祖)·부(父) 중에 존속이 관례를 주관하는 주인이 되어 거행 3일 전에 사당에 고하고, 친구 중에 덕망이 있고 예를 아는 이를 손님으로 청하여 하루 전에 유숙하게 하며 삼가례(三加禮)를 행했다. 삼가례의 절차는 고사식(告辭式)-초가(初加)·축사식(祝辭式)-재가(再加)·축사식-삼가(三加)·축사식 등이었다. 삼가례 다음은 초례(醮禮)·축사식을 행하고 빈자관자(貧者冠者)라 하여 손님이 관자의 자를 지어주는 축사와 답사의 예를 행하고, 사당에 고한 뒤 윗어른을 뵙고 나서 주인이 관례를 마치는 고사식을 하고 끝낸다. 후일에는 혼례 전날에 관례를 행하되 단가만으로 약식하는 경우가 많다.또

#### 계례(筓禮)
예전에, 15세가 된 여자 또는 약혼한 여자가 올리던 성인 의식. 땋았던 머리를 풀고 쪽을 찌었다.

### 일본
일본에서 관례의 대상이 되는 연령대는 대체로 5~6세에서 20세 정도까지였으며(대체로 만 12~16세), 중세에 접어들면 나이 규정이 무실해지고 집안의 시조가 처음 원복을 행했던 나이에 맞추어 원복을 행하는 씨족도 있었다.
고대의 원복은 수호신인 우지가미(氏神)를 모신 사당 앞에서 어른의 옷으로 고쳐 입고, 미즈라(角髪)라 불리던 어린아이의 머리를 고쳐 어른의 그것과 같은 형태의 모습으로 틀어올렸는데, 이것을 간무리시타노 모토도리(冠下の髻)라 불렀고, 관례를 주관하며 대부에 해당하는 간노오야(冠親)가 관을 씌워 주었다. 이 간노오야는 무가(武家)에서는 에보시오야(烏帽子親)라고 불렸으며, 이들이 관례를 치르는 남성에게 에보시(烏帽子)라는 모자를 씌워 주었다(조정의 구게 및 헤이케 계통의 무가에서는 화장이나 눈썹을 밀고 이를 검게 칠하기도 했으며, 겐지 계통의 무가는 행하지 않는 경우가 많았다). 또한 그때까지 쓰던 이름 즉 유명(幼名)을 버리고 원복명(元服名), 즉 휘(諱)를 새롭게 받았다(이 경우 에보시오야의 이름에서 한 글자를 따서 짓는 경우도 많았다). 구게 여성이 관례를 올리는 경우는 그 의식을 모기(裳着)라고 하여, 성인이 된 여자에게 처음으로 치마를 입히던 것으로 헤이안 시대(平安時代)에서 아즈치모모야마 시대(安土桃山時代)를 거쳐 메이지 시대(明治時代)까지 존속했으며, 그 연령은 대체로 12세에서 16세였다(단 센고쿠 시대에는 정략 결혼에 대비하여 8세에서 10세 정도에 행해졌다).
무로마치 시대(室町時代) 이후에는 민간에도 원복이 보급되었으며, 에도 시대(江戸時代)에는 구게를 제외한 무가와 서민들은 원복에서 에보시를 쓰는 대신 앞머리를 깎아 사카야키(月代) 형태의 머리 모양을 만드는 것으로 대신하게 되었다. 또한 에도 시대 이후에는 여성의 관례도 「모기」가 아닌 「원복」이라 불리게 되었으며, 결혼과 동시에 이루어졌다(미혼인 경우에도 18~20세 정도에 원복이 치러졌다). 여성의 원복은 수수한 옷을 입고 머리 모양을 마루마게(丸髷), 료와(両輪) 또는 삿코(先笄) 등의 형태로 바꾸어, 원복 전보다 화장을 짙게 하고 가네오야(鉄漿親)로부터 이를 검게 칠하는 의식을 받고 눈썹을 밀었다. 이만 검게 칠하고 눈썹을 밀지 않는 경우는 반원복(半元服)으로 불렀는데, 이것은 오늘날에도 일본 기온(祇園)의 마이코(舞妓)나 시마바라(嶋原)의 다유(太夫) 등 일부 하나마치(花街)에 남아 있다.
또한 일본의 민간에서는 대부격인 헤코오야(褌親)로부터 처음으로 훈도시를 입고 성교육을 받는 훈도시이와이(褌祝)라는 의식도 존재했다.

## 같이 보기
- 성년의 날